# Trongsa (district)
Trongsa (alternatieve spelling Tongsa) is een van de dzongkhag (districten) van Bhutan. De hoofdstad van het district is Trongsa. In 2005 telde het district 13.419 inwoners.

Trongsa (district)
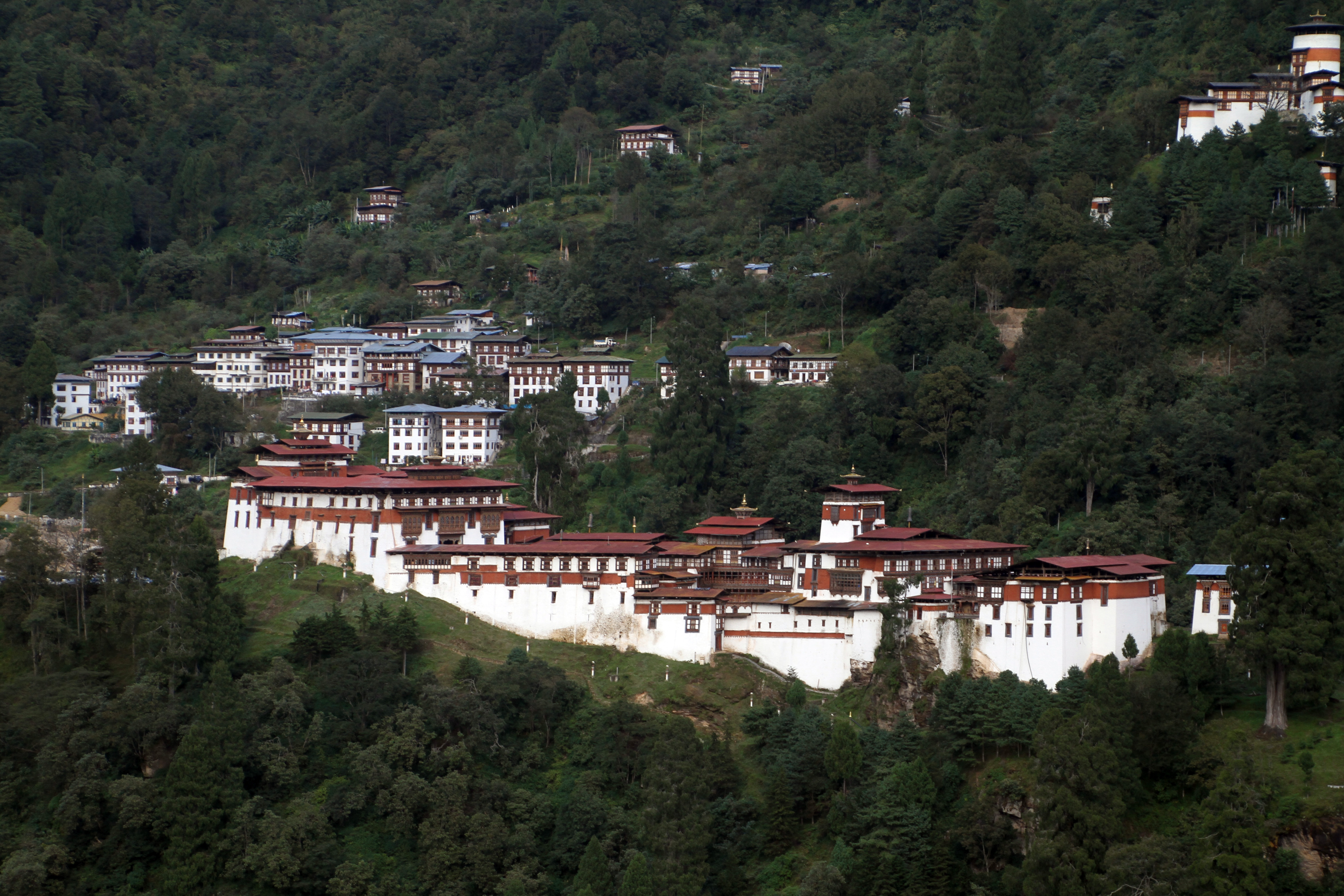
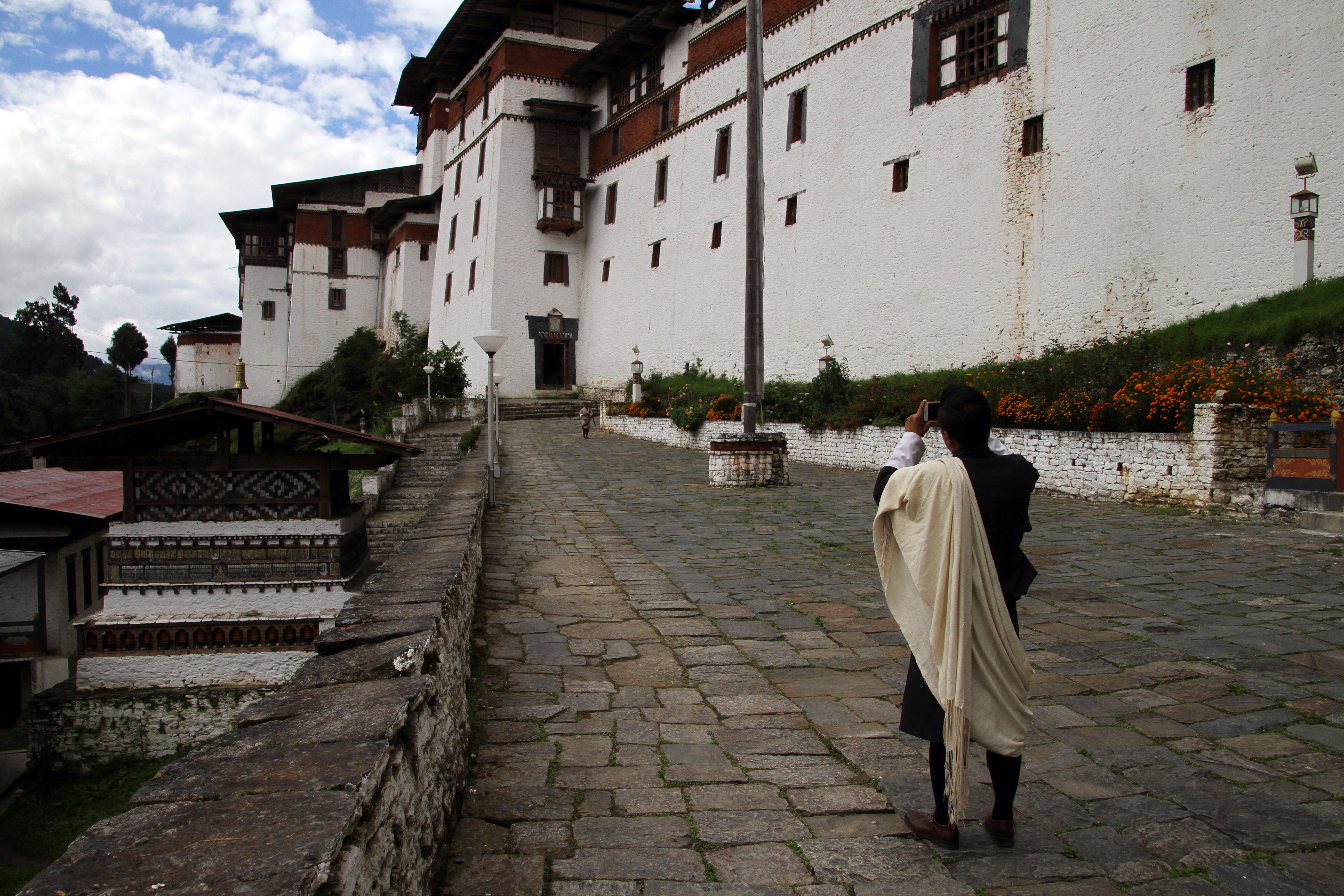
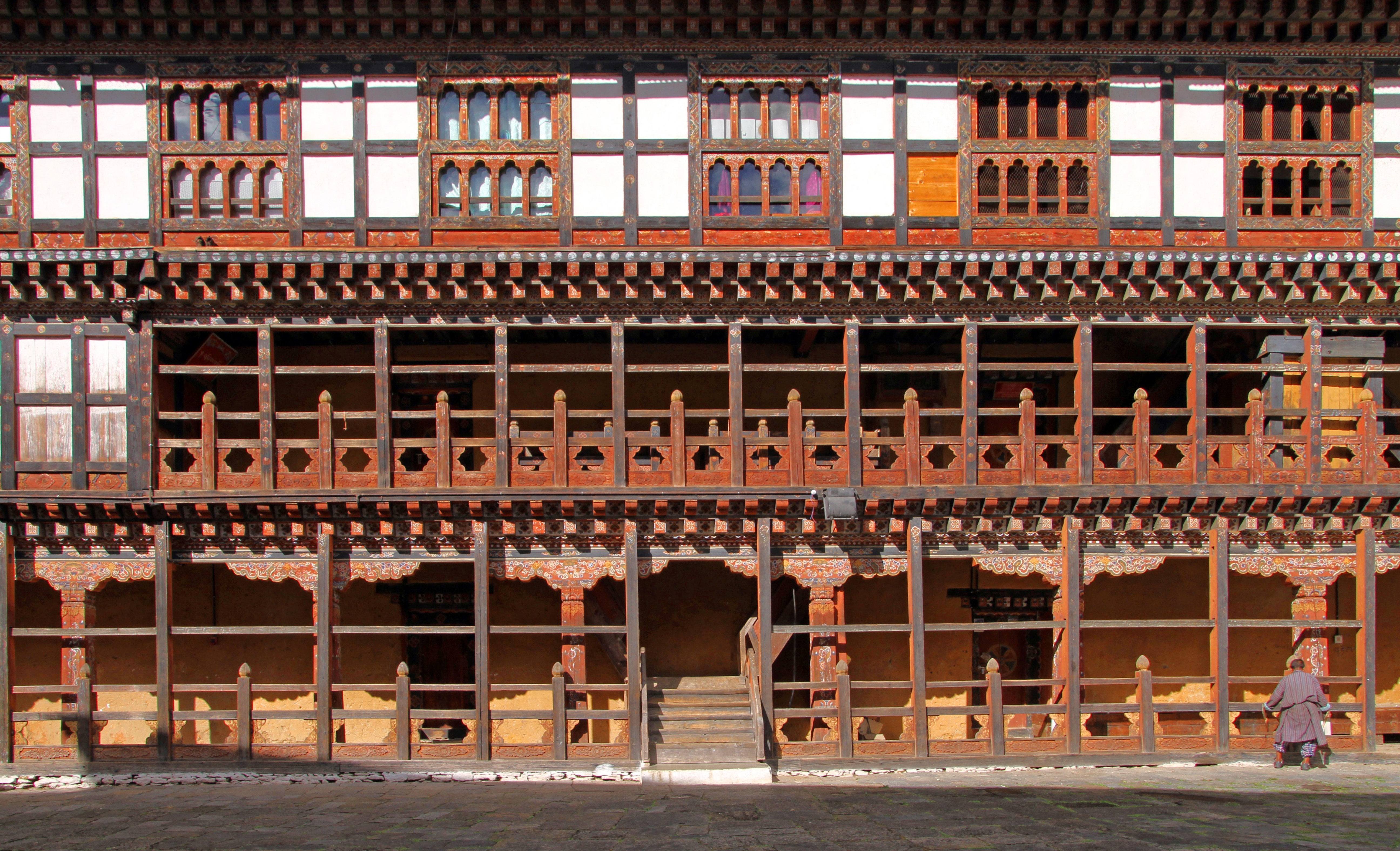
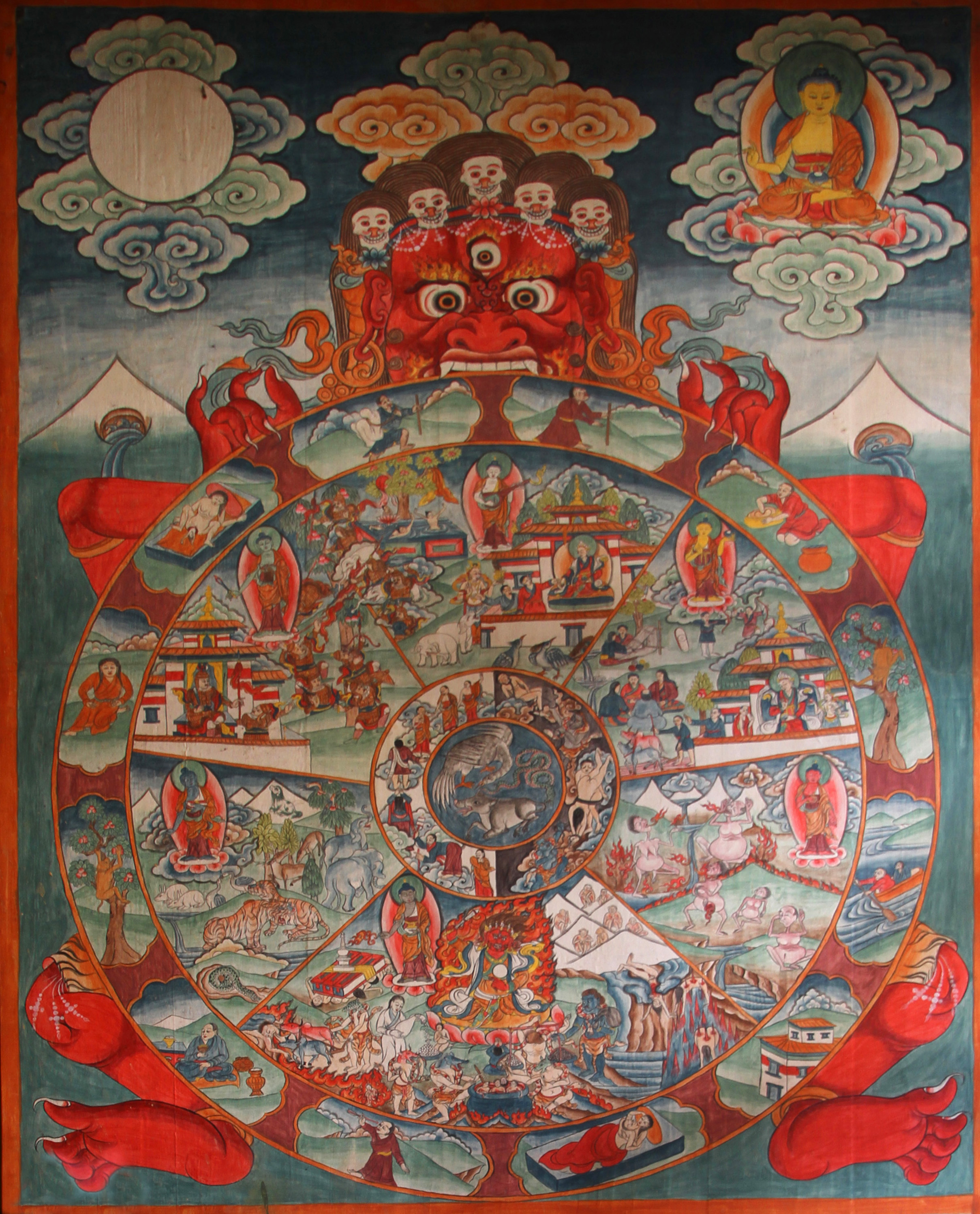
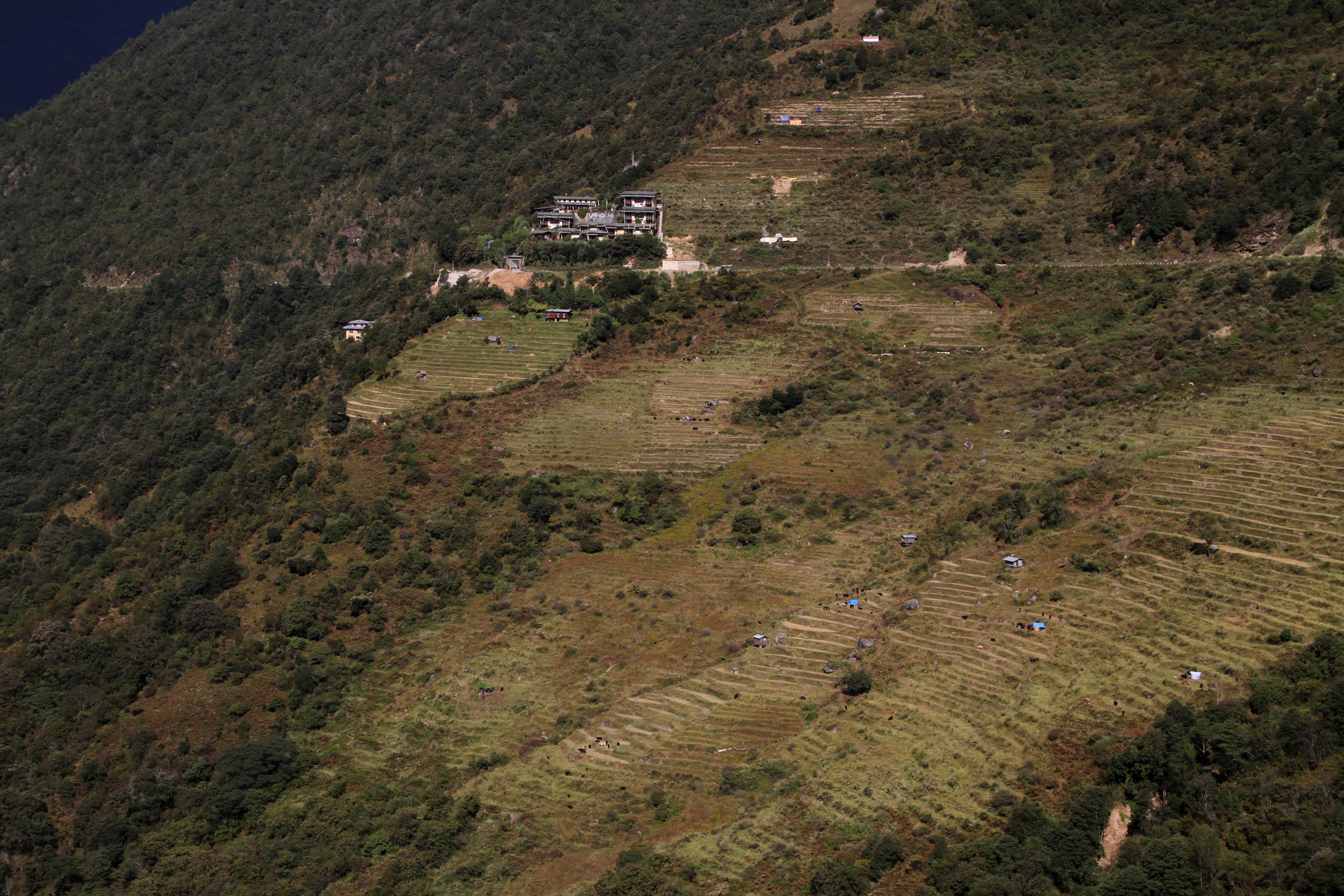
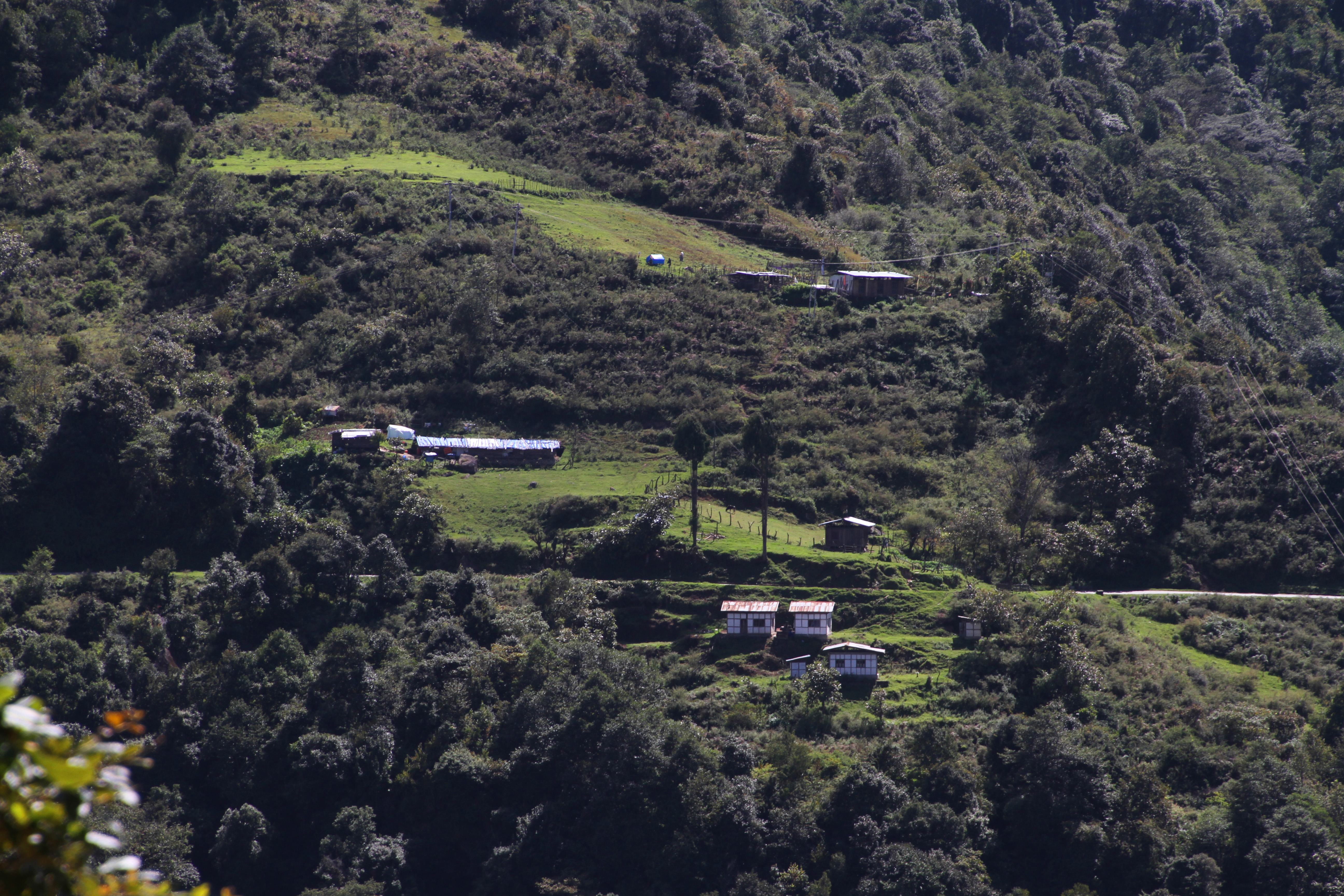
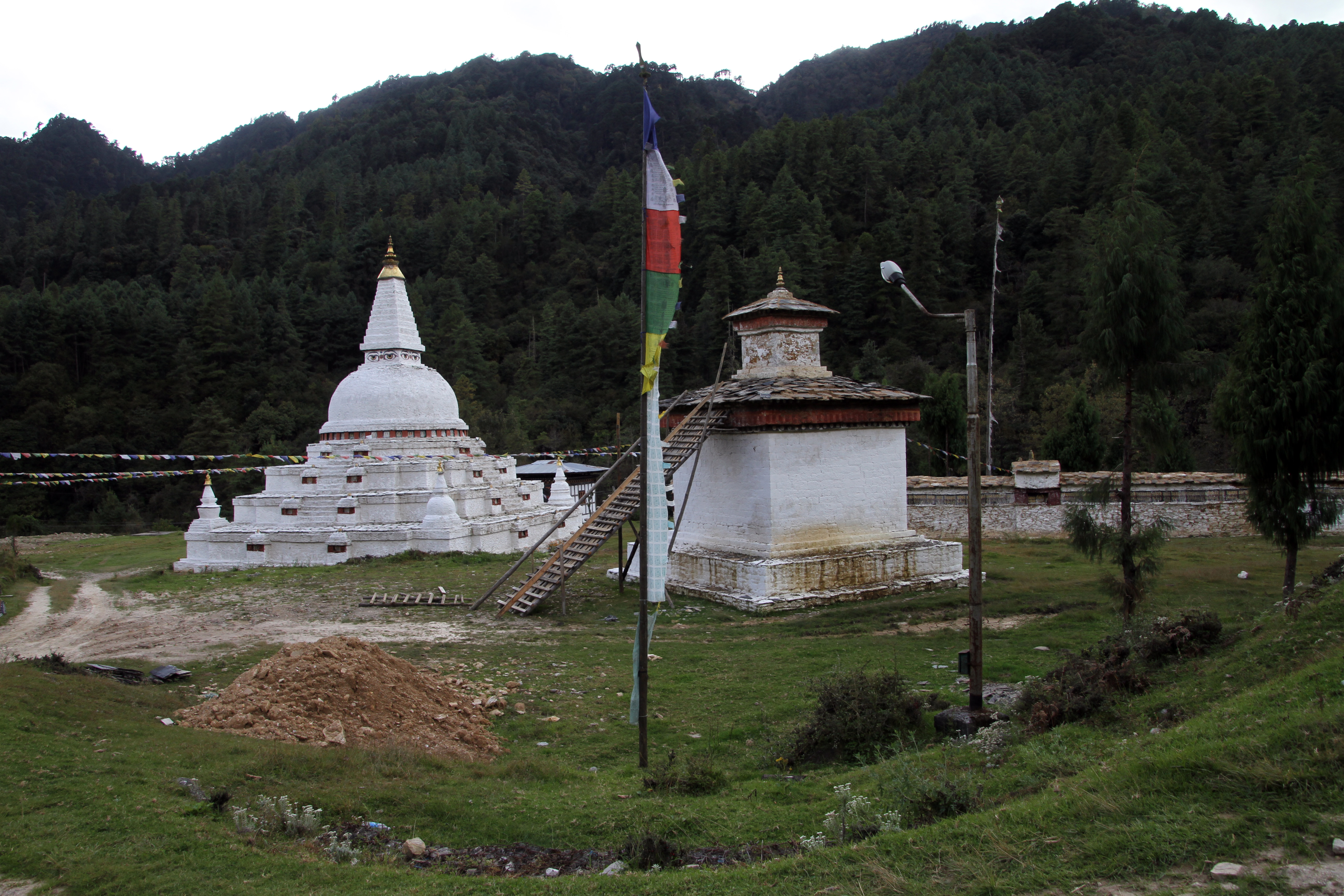

Bumthang · Chukha · Dagana · Gasa · Haa · Lhuntse · Mongar · Paro · Pemagatshel · Punakha · Samdrup Jongkhar · Samtse · Sarpang · Thimphu · Trashigang · Trashiyangste · Trongsa · Tsirang · Wangdue Phodrang · Zhemgang